# Бивні

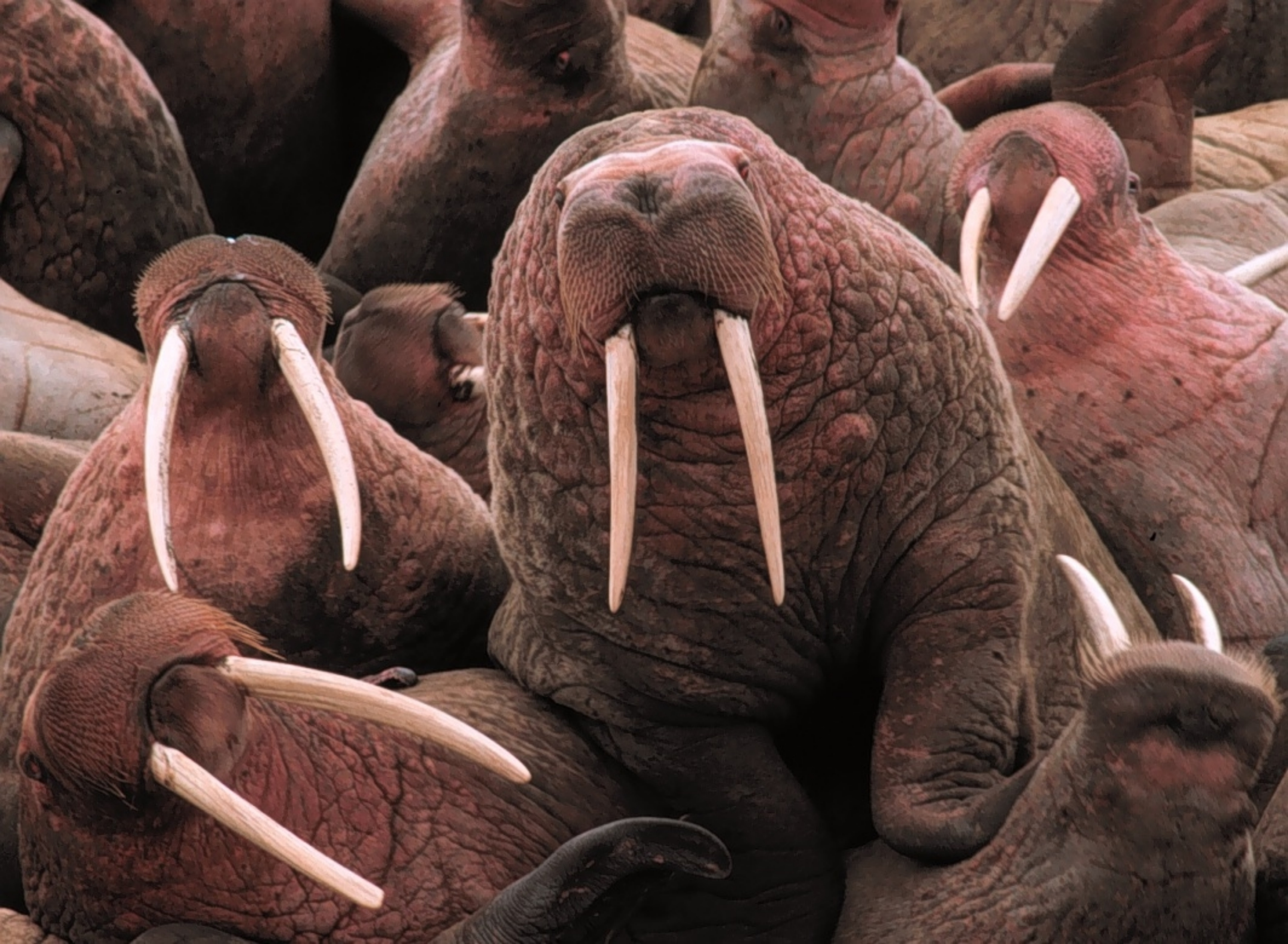
Бивні тихоокеанських моржів

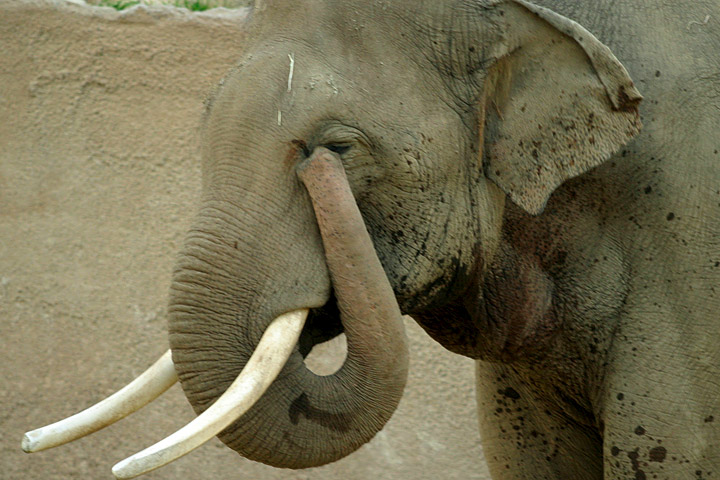
Бивні слона африканського

Би́вень — збільшений та видовжений зуб деяких видів ссавців, що виглядає із закритого рота. Бивні характерні для таких ссавців, як слон, морж, нарвал, деякі свині (наприклад, бородавочник).

## Походження бивнів
Бивні є видозміненими зубами ссавців.
В бивні можуть перетворюватись різці (слон індійський, слон африканський, викопні хоботні — мамут та мастодонт) або ікла (морж, бородавочник).

## Рекордні за розмірами бивні
Найвідоміші бивні належать африканському слону. Довжина найбільшого з відомих бивнів у цього виду становила 411 см (вимір за вигином) при вазі 148 кг. Найбільший відомий бивень мамута — 4 метри і 100 кг, індійського слона — 2.5 метри і 50 кг.

## Бивні та проблеми охорони тварин
Бивні тривалий час були ресурсом для отримання популярного коштовного матеріалу — слонової кістки (щоправда, найкращі та найдорожчі її сорти отримували з зубів бегемотів), що призвело до загрози зникнення відповідних видів тварин. З огляду на це видобуток та торгівля слоновою кісткою зараз заборонені згідно з Конвенцією з міжнародної торгівлі дикими видами фауни та флори, що знаходяться під загрозою зникнення (Convention on International Trade in Endangered Species of Wild Fauna and Flora, CITES).